# بصل زهرة الثلج
بصل زهرة الثلج (الاسم العلمي: Allium galantum)، هو نوع نبات آسيوي من البصل يتبع جنس الثوم، ويسمى أيضاً بصل قطرة الثلج.

## الانتشار
موطنه موطنه الأصلي شينجيانغ ومنغوليا وألتاي كراي وكازاخستان، ينمو على إرتفاعات 500-1500م.

## الوصف

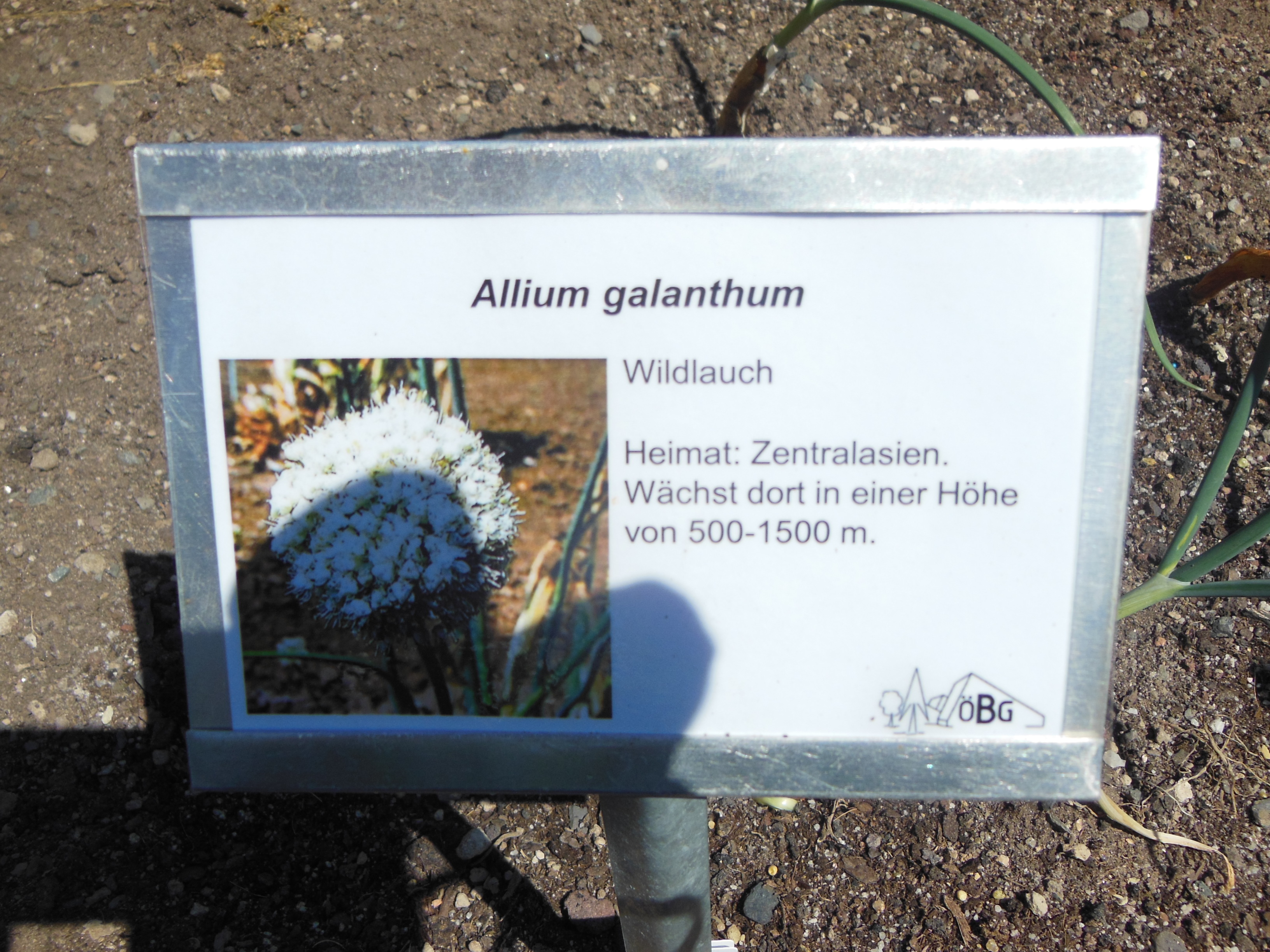
بصل زهرة الثلج

يشكل هذا النبات مجموعة زهور، يصل قطر كل منها إلى 3 سم، الأوراق أنبوبية، كروية وبها عدد كبير من الزهور البيضاء.